# Feel the Beat (film)
Pour le single de Darude, voir Feel the Beat.
Pour plus de détails, voir Fiche technique et Distribution.
Feel the Beat est un film américain réalisé par Elissa Down, sorti en 2020.

## Synopsis
April Dibrina, une danseuse en quête de succès à Broadway vole un taxi à une vieille dame. Plus tard, celle-ci s'avère être Ruth Zimmer, mécène qui la croise à une audition et jure qu'elle fera tout pour qu'elle ne trouve pas de travail.
De retour dans le Wisconsin, April prend en charge une classe de danse pour ados composée de Lucia, une fille distraite à lunettes ; Oona, une fille nerveuse ; Kari, qui paie secrètement les cours par elle-même ; Ruby, qui manque de confiance en elle ; Zuzu, une fille sourde ; Sarah, la petite sœur de Nick, l'ex d'April et June et Michelle, les plus jeunes.

## Fiche technique
- Titre : Feel the Beat
- Réalisation : Elissa Down
- Scénario : Michael Armbruster et Shawn Ku
- Musique : Michael Yezerski
- Photographie : Amir Mokri
- Montage : Jane Moran
- Production : Susan Cartsonis
- Société de production : Resonate Entertainment, Bitter Boy Productions et Deluxe Entertainment Services
- Pays :  États-Unis
- Genre : Comédie dramatique
- Durée : 109 minutes
- Dates de sortie : 
  - Netflix : 19 juin 2020

## Distribution
- Sofia Carson (VF : Kelly Marot) : April Dibrina
- Wolfgang Novogratz (VF : Basile Alaïmalaïs) : Nick
- Donna Lynne Champlin (VF : Laëtitia Lefebvre) : Barb
- Enrico Colantoni (VF : Jean-François Aupied) : Frank Dibrina
- Rex Lee (VF : Jérôme Wiggins) : Wellington « Welly » Wong
- Brandon Kyle Goodman (VF : Jean-Michel Vaubien) : Deco
- Marissa Jaret Winokur (VF : Emmanuelle Bodin) : elle-même
- Dennis Andres (VF : Marc Saez) : le coach Buzz
- Lidya Jewett : Kari
- Shiloh Nelson : Ruby
- Shaylee Mansfield : Zuzu
- Sadie Lapidus (VF : Estelle Darazi) : Oona
- Johanna Colón : Lucia
- Eva Hauge (VF : Camille Gondard) : Sarah
- Justin Allan : Dicky
- Kai Zen : June
- Carina Battrick : Michelle
- Robinne Fanfair (VF : Laurence Charpentier) : Patty
- Ken Pak : Gordy
- Marcia Bennett : grand-mère
- Drew Davis : R. J.
- Pamela MacDonald (VF : Cathy Cerda) : Ruth Zimmer
- Amy Stewart (VF : Marie Lemiale) : Carla

 Source et légende : version française (VF) sur RS Doublage et carton de doublage français.